# Jewgenija Sergejewna Sacharowa
Jewgenija Sergejewna Sacharowa (russisch Евгения Сергеевна Захарова; * 4. Oktober 1994 in Nowouralsk) ist eine russische Shorttrackerin.

## Werdegang
Sacharowa trat erstmals bei den Juniorenweltmeisterschaften 2010 in Taipei in Erscheinung. Dort belegte sie den 27. Platz im Mehrkampf und den achten Rang mit der Staffel. Im folgenden Jahr kam sie bei den Juniorenweltmeisterschaften in Courmayeur auf den 20. Platz im Mehrkampf und auf den achten Rang mit der Staffel. Ihr Debüt im Shorttrack-Weltcup hatte sie im Oktober 2011 in Salt Lake City, das sie auf dem 32. Platz über 1500 m und auf dem 26. Rang über 500 m beendete. Ende Januar 2012 wurde sie bei den Europameisterschaften in Mladá Boleslav Fünfte mit der Staffel. Bei den Juniorenweltmeisterschaften 2012 in Melbourne und bei den Juniorenweltmeisterschaften 2013 in Warschau gewann sie jeweils die Bronzemedaille mit der Staffel. In der Saison 2014/15 holte sie bei den Europameisterschaften 2015 in Dordrecht die Goldmedaille mit der Staffel. Zudem wurde sie dort Neunte im Mehrkampf und errang bei den Weltmeisterschaften 2015 in Moskau den 17. Platz im Mehrkampf. In der folgenden Saison erreichte sie in Dordrecht mit dem zweiten Platz mit der Staffel ihre erste Podestplatzierung im Weltcup. Bei den Europameisterschaften 2016 in Sotschi gewann sie die Silbermedaille mit der Staffel und bei den Weltmeisterschaften 2016 in Seoul die Bronzemedaille mit der Staffel. Im folgenden Jahr holte sie in Minsk mit der Staffel ihren ersten Weltcupsieg und errang bei den Weltmeisterschaften 2017 in Rotterdam den sechsten Platz mit der Staffel. In der Saison 2018/19 siegte sie beim Weltcup in Turin mit der Mixed-Staffel und holte bei den Europameisterschaften 2019 in Dordrecht die Silbermedaille mit der Staffel. Bei der Winter-Universiade 2019 in Krasnojarsk wurde sie Sechste über 1500 m und holte die Goldmedaille mit der Staffel. In der Saison 2019/20 lief sie in Montreal auf den zweiten Platz mit der Mixed-Staffel und in Nagoya auf den dritten Platz mit der Staffel und auf den zweiten Rang mit der Mixed-Staffel. Bei den Europameisterschaften 2020 in Debrecen gewann sie die Bronzemedaille mit der Staffel und belegte den 11. Platz im Mehrkampf.

## Weltcupsiege im Team
| Nr. | Datum            | Ort     |
| --- | ---------------- | ------- |
| 1.  | 12. Februar 2017 | Minsk 1 |
| 2.  | 10. Februar 2019 | Turin 2 |

## Persönliche Bestzeiten
- 500 m      43,178 s (aufgestellt am 3. Februar 2019 in Dresden)
- 1000 m    1:30,229 min. (aufgestellt am 6. März 2019 in Krasnojarsk)
- 1500 m    2:22,747 min. (aufgestellt am 2. November 2019 in Salt Lake City)
- 3000 m    5:07,489 min. (aufgestellt am 22. Dezember 2019 in Kolomna)